# Continental Rail
Continental Rail S.A.U. ist ein spanisches Eisenbahnverkehrsunternehmen mit Sitz in Madrid. Es ist im Schienengüterverkehr aktiv und auf Containertransport spezialisiert.

## Geschichte
Das Unternehmen wurde im Mai 2000 gegründet. Anfangs gehörte Continental Rail zur Grupo ACS. 2021 wurde das Unternehmen von CMA CGM gekauft.
2021 wurden die Güterverkehrsleistungen im meterspurigen Streckennetz der früheren FEVE an die Constru-Rail, ein gemeinsames Tochterunternehmen von Continental Rail und Renfe Mercancías, übergeben.

## Fuhrpark

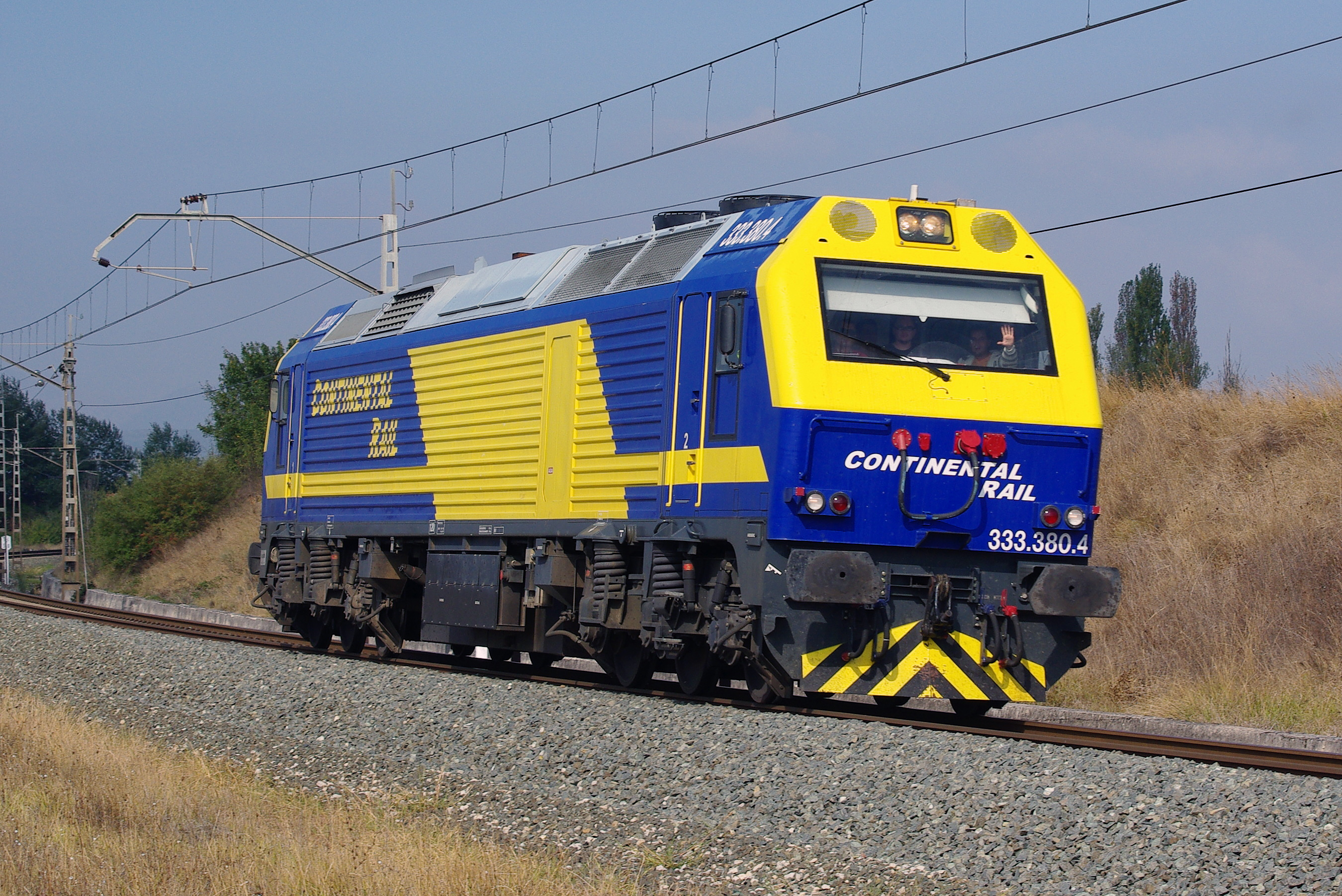
Eine Lok der Baureihe 333.

Für Continental Rail fahren dieselelektrische Lokomotiven der Baureihen 319, 333 und 335. 2022 bestellte das Unternehmen vier Elektrolokomotiven Stadler Euro 6000.
Die Fahrzeughalterkennzeichnung ist CRAIL.